# Montford Bridge
Montford Bridge ist ein nach seiner Brücke benanntes Dorf in Shropshire, England. Das Dorf gehört weitgehend zum  Parish Montford, ein Teil zum Parish Bicton.
Es liegt am River Severn sechs Kilometer nordwestlich von Shrewsbury.
Die Brücke führt die ehemalige A5 road und jetzige B4380 über den Severn, die vom Marble Arch in London zum Fährhafen Holyhead auf der Insel Anglesey verläuft und in Montford Bridge deshalb immer noch Holyhead Road genannt wird. Etwa 300 m westlich von der Brücke, aber hinter einer Flussbiegung verborgen, quert die moderne A5 den Severn.
Der Ort hatte seit 1637 eine Holzbrücke, die aber nach etwa 50 Jahren vom Hochwasser weggespült wurde. 1792 wurde die gegenwärtige, von Thomas Telford geplante steinerne Bogenbrücke fertiggestellt.

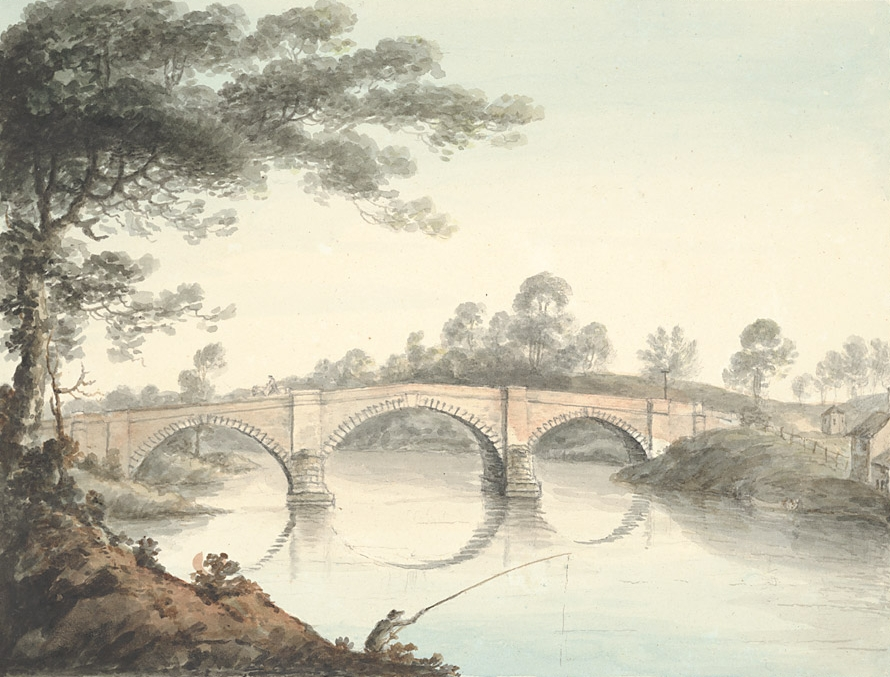
Montford Bridge, 1794

Die Montford Bridge war Thomas Telfords erster Brückenentwurf. Als County Surveyor (Landvermesser) von Salop hatte er zuvor nur mit öffentlichen Gebäuden und Kirchen zu tun gehabt.
Die zwischen 1790 und 1792 nach seinen Plänen von dem Unternehmen Messrs. Carline & Tilley gebaute, ungefähr 67 m lange und damals 6,10 m (20 ft) breite Brücke aus rotem Sandstein hat drei elliptische Bögen mit Stützweiten von 16,76 + 17,68 + 16,76 m (55 + 58 + 55 ft). Die Pfeiler mussten in dem tiefen Wasser hinter Kofferdämmen gebaut werden.
Die Montford Bridge steht seit 1952 unter Denkmalschutz (Grade II).
Um dem gestiegenen Verkehr gerecht zu werden, wurde 1963 eine Fahrbahnplatte aus Spannbeton in die Brücke eingefügt und sie auf 9,14 m (30 ft) verbreitert. Die alten äußeren Begrenzungssteine mit dem Datum MDCCXII (1792) wurden entsprechend versetzt.